# Nicht eine Stunde tut mir leid (Lied)
Nicht eine Stunde tut mir leid ist ein vom österreichischen Sänger Freddy Quinn komponierter und 1985 veröffentlichter deutschsprachiger Schlager mit einem Text von Norbert Hammerschmidt.

## Entstehung
Freddy Quinn ist Komponist des Liedes, der Text stammt von Norbert Hammerschmidt Bei der Gesellschaft für musikalische Aufführungs- und mechanische Vervielfältigungsrechte ist als Originalverlag die Esperanza Mv Frank Oldenburg e.K. eingetragen. Das Lied trägt die GEMA-Werk.-Nummer 1834237-001.

## Liedtext
Das Lyrische Ich singt, dass es „bedingungslos liebte“ und „gegen sich schonungslos“ gewesen sei. Oft habe es sich „die Finger verbrennt“ und sei gegen „bess’res Wissen zu verbissen“ und „in falsche Ideen verrant“ gewesen. Es „ließ sich verführen“, sei „leicht zu diktieren“ gewesen. Doch „ich ging meinen Weg unbeirrt“. Über die Vergangenheit singt das Lyrische Ich: „Nicht eine Stunde tut mir leid auf meinem Weg hierher, kein Blick in die Vergangenheit, bei dem ich traurig wär’. Nicht eine Stunde tut mir leid und ich weiß, ich tät’ alles nochmal, hätt’ ich die Wahl“. Es habe sich „Feinde gemacht“ und „wenig Freunde“ gefunden.

## Veröffentlichung
1985 veröffentlichte Freddy Quinn das Lied als Single, auf der B-Seite befand sich das Lied Was ich brauch’. Die Single erschien auf Schallplatte im Musiklabel Polydor unter der Katalognummer 883 384-7. Im selben Jahr erschien das Lied auf dem gleichnamigen Album, das ebenfalls im Musiklabel Polydor erschien. Unter der Katalognummer 827 454-1 wurde es auf Schallplatte, unter der Katalognummer 827 454-4 auf Kompaktkassette und unter der Katalognummer 827 454-2 auf Compact Disc produziert. Die Compact Disc wurde von PolyGram hergestellt. Das phonographische Copyright lag bei der Deutschen Grammophon GmbH und aufgenommen wurde es im Studio Hamburg und im Musikstudio M1. Arrangeur war John O’Brien-Docker, die Gestaltung stammte von Müller & von Frankenberg. Im Chor sangen Brigitte Duncklau, Uni Duncklau, Heiko Efferts und Jane Comerford. Schlagzeug und Perkussion wurde von Reinhard Tarrach gespielt, der E-Bass von Thissy Thiers, die Gitarre von Jürgen Kumlehn, Gitarre und Stahlgitarre von Nils Tuxen und das Keyboard von Claus-Robert Kruse. Das Schallplattenhüllenfoto stammt von Lothar Winkler, Produzent war Jimmy Bowien und für die Aufnahmen war Gerd Hauke verantwortlich.
Im Jahr darauf erschien das Lied auf dem Kompilationsalbum Ein Abend mit Freddy Quinn, das im Musiklabel Polydor unter der Katalognummer 831 018-1 erschien. 1992 erschien das Lied auf dem Kompilationsalbum Die großen Erfolge, das im Musiklabel Karussell unter der Katalognummer 513 957-2 im Rahmen der Albenserie Star-Gold erschien. Als Plattenfirma fungierte die Karussell Musik & Video GmbH, produziert wurde das Album von PRS Hannover und hergestellt von der PolyGram Record Service GmbH. Der Druck geschah durch Münstermann. Als Rechtegesellschaften fungierten Bureau International de l’Edition Mecanique und Stemra. Im Musiklabel Telamo war das Lied Teil der Alben Die Gold-Edition (2015, Katalognummer: 405380420226) und Die große Dankeschön-Edition (2021, Katalognummer: 405380420909)